# Korpijärvi (sjö i Finland, Päijänne-Tavastland)
Korpijärvi är en sjö i Finland. Den ligger i kommunen Heinola i landskapet Päijänne-Tavastland, i den södra delen av landet, 140 km nordost om huvudstaden Helsingfors. Korpijärvi ligger 84,5 meter över havet. I omgivningarna runt Korpijärvi växer i huvudsak blandskog. Arean är 1,64 kvadratkilometer och strandlinjen är 13,92 kilometer lång. Sjön  ingår i Kymmene älvs huvudavrinningsområde. 